# Хонигман, Сильви
Сильви Хонигман (род. 17 сентября 1965) — историк и автор книг. Её научные интересы включают эллинистический период, греческую историографию в эллинистический период, евреев в Птолемеевском и Римском Египте, а также еврейскую литературу на древнегреческом языке. С 2003 года она является старшим преподавателем Тель-Авивского университета. Она является автором двух книг и множества статей.

## Образование
Хонигман получила все свои степени в Университете Париж 1 Пантеон-Сорбонна: степень бакалавра по истории в 1986 году, степень магистра по истории античного мира в 1990 году и докторскую степень по истории античного мира в 1995 году. Её научным руководителем при написании докторской диссертации на тему «Les Orientaux dans l’Egypte grecque et romaine: onmastique, identitéculturallle et statutperson» («Жители Востока в Птолемеевском и римском Египте: ономастика, культурная идентичность и личный статус») был профессор Жозеф Мелез-Моджеевский. В 1989 году она также получила французский национальный диплом учителя истории и географии.

## Карьера
Во время учёбы в докторантуре Хонигман с 1991 по 1994 год работала на неполной ставке на историческом факультете Университета Париж XII Валь-де-Марн. В 1994-1995 учебном году она была очным докторантом на кафедре истории Университета Кан-Нормандия.
Получив докторскую степень, Хонигман с 1995 по 1998 год работала штатным преподавателем кафедры древней истории в Университете Кан. Затем она переехала в Израиль, чтобы занять аналогичную должность в Тель-Авивском университете с 1998 по 2003 год. В 2003 году она стала старшим преподавателем в этом учебном заведении.
Научные интересы Хонигмана включают эллинистический период, греческую историографию в эллинистический период, евреев в Птолемеевском и Римском Египте, а также еврейскую литературу на древнегреческом языке. Она является членом проекта Maccabees в Бостонском университете.
Примечательно, что она придерживается своеобразных взглядов, принижая надёжность книг Маккавеев как источника по восстанию Маккавеев по сравнению с другими историками. Она утверждает, что преследование евреев-традиционалистов при Антиохе IV Эпифане было сильно преувеличено в сохранившихся источниках, и конфликт был обусловлен скорее экономическими, чем религиозными факторами. Хотя другие историки скептически отнеслись к её самым сильным утверждениям, её работа в целом считается полезным дополнением в этой сфере.

## Научные труды
- The Septuagint and Homeric Scholarship in Alexandria: Study in the Narrative of the 'Letter of Aristeas'. — Routledge, 2003. — ISBN 978-0415280723.
- Tales of High Priests and Taxes: The Books of the Maccabees and the Judean Rebellion against Antiochos IV. — University of California Press, 2014. — ISBN 9780520958180.